# Místodržitelský palác (Bratislava)
Místodržitelský palác je měšťanský dům v Bratislavě na Hlavním náměstí 8 v Starém Městě. Byl postaven v 1. polovině 18. století v barokním stylu.
Dříve sloužila jako účelové zařízení, které poskytuje ubytovací, stravovací a doplňkové služby pro potřeby Úřadu vlády SR a jiné ústřední orgány státní správy.
Do málo užívaného paláce se v roce 2015 nastěhovala Soudní rada.